# Unstoppable (canción de Sia)
«Unstoppable» (en español, «Imparable») es una canción de la cantante y compositora australiana Sia, incluida en su séptimo álbum de estudio, This Is Acting, de 2016. La canción fue escrita por Sia y Christopher Braide, y producida por Jesse Shatkin.

## Composición y lanzamiento
«Unstoppable» es la quinta pista del álbum de Sia del 2016, This Is Acting Se le ha llamado una "especie de zapateado", facultando el jam y "un hinchado himno a la autoestima", con letras como: "I'm unstoppable/ I'm a Porsche with no breaks/ I'm invencible/ Yeah, I win every single game/ I'm so powerful/ I don't need batteries to play/ I'm so confident/ Yeah, I'm unstoppable today" (Soy imparable/ Soy un Porsche sin frenos/ Soy invencible/ Sí, gano cada juego/ Soy muy poderosa/ No necesito baterías para jugar/ Tengo tanta confianza/ Sí, soy imparable hoy). La canción fue escrita por Sia, Christopher Braide, y producido por Jesse Shatkin.
Sia estrenó «Unstoppable» el 20 de enero de 2016, días antes de la fecha de lanzamiento del álbum. La canción marcó el sexto sencillo utilizado para promocionar el álbum antes de su lanzamiento.

## Recepción
«Unstoppable» ha recibido la recepción crítica en su mayoría positiva, con la mayoría de los colaboradores al comentar sobre el tema de la capacitación. Jessie Morris del Complex comentó que la canción suena como una «página arrancada a la derecha de libro de Confident de Demi Lovato», mientras que los editores de otras plataformas de medios como Idolator notaron esto así, lo que elevó la especulación de que la canción fue escrita intencionalmente para Lovato. De la revista Billboard, Jessica Katz dijo que la canción es una reminiscencia del trabajo de Rihanna y «sigue claramente en el linaje de los quemadores de graneros emocionales que se han convertido en la marca registrada de Sia».
Michelle Lulic de Bustle dijo que sus letras «dejan claro que es el himno de poder de la mujer que no tenía idea que estaba ausente de su vida. En serio, si necesita una canción para que a través del resto de la semana de trabajo […] y esto es la canción que ha estado esperando». por otra parte, Lulic escribió: «Mientras que la canción no fue escrita inicialmente para Sia, desde luego, no le quita a su capacidad de manejar las poderosas baladas pegadizas y letras. Porque, honestamente, si era Rihanna, Adele, o incluso Katy Perry cantando esta canción, lo que todavía no se pierde es el poderoso mensaje».
De MTV, Emilee Lindner dijo que «anima a aquellos que se sienten débiles para poner su armadura». Por otra parte, ella escribió que «la canción parece que está tomando el mensaje de su canción publicada anteriormente, “Alive” (2015), y dándole un impulso. En lugar de simplemente sobrevivir, ella va a demostrar a la gente que va a tener éxito, y va verse bien». Daniel Kreps de Rolling Stone llamó la canción «triunfal», con un «puño de bombeo» y «coro de pared sensacional».

## Rendimiento comercial
«Unstoppable» tuvo éxito en Austria, Francia, Alemania, Suecia, y Suiza. Además, la canción alcanzó el número uno en el Billboard Twitter Real-Time "Trending la lista de los 140" , que rastrea las "canciones de mayor movimiento" en Twitter en tiempo real.

## Listas
| Lista (2016) y Lista (2022)           | Mejor posición |
| ------------------------------------- | -------------- |
| Austria (Ö3 Austria Top 40)           | 35             |
| Francia (SNEP)                        | 23             |
| Alemania (Offizielle Deutsche Charts) | 62             |
| Suecia (Sverigetopplistan)            | 100            |
| Suiza (Schweizer Hitparade)           | 26             |
| Estados Unidos (Billboard Hot 100)    | 28             |
| Rusia (Tophit)                        | 26             |